# Naomi Shemer

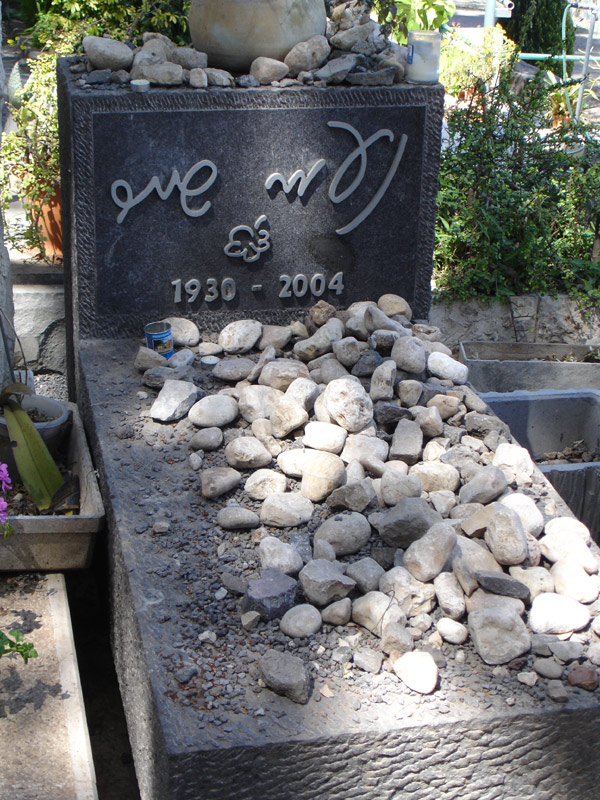
La tomba de Naomi Shemer

Naomi Shemer (Shémer; en hebreu: נעמי שמר‎; Qevutsat Kinneret, 13 de juliol de 1930 - Tel-Aviv, 26 de juny de 2004) fou una poetessa, compositora i cantant israeliana. El 1983 fou guardonada amb el Premi d'Israel.

## Biografia
Naomi va néixer al quibuts Kvutsat Kinneret, a prop del Llac de Tiberíades; els seus pares Rivka i Meir Sappir eren entre els fundadors del quibbuts. La seva mare havia identificat el do de música que tenia i la va animar a aprendre tocar el piano i cantar.
Estudiava a l'Acadèmia de Música de Jerusalem. Va servir a les Forces de Defensa d'Israel, al departament cultural del Nakhal. Després quan ja tornava a viure a Kvutsat Kinneret i mentre ensenyava música a la llar d'infants del quibuts, es va adonar que no hi havia gaire cançons en hebreu que tinguessin relació amb la vida dels nens i, per això, es va posar a escriure'n algunes. La cantant popular Yafa Yarkoni les va enregistrar l'any 1958. Durant els anys 1950 també va escriure moltes cançons per al teatre i per als grups musicals dels soldats. Es va casar amb l'actor Gideon Shemer l'any 1954; van tenir la seva Halleli l'any 1956. Es van separar a l'inici dels anys seixanta. Durant aquesta dècada va compondre cançons amb lletra de la poetessa Rakhel que també havia viscut en un quibuts a prop del llac de Tiberíades. Va viure uns anys a París, on va traduir cançons franceses populars a l'hebreu.
L'any 1967 el batlle de Jerusalem Teddy Kollek li va demanar que escrigués una cançó sobre la ciutat dividida. Shemer va escriure la cançó Jerusalem d'or (ירושלים של זהב) i va insistir que la cantés Shuli Natan, una cantant jove i poc coneguda. Natan va interpretar la cançó al Festival de la Cançó Israeliana el mateix any, just tres setmanes abans del començament de la Guerra dels Sis Dies, durant la qual la part de Jerusalem que havia estat en poder del Regne de Jordània durant dinou anys va ser recuperada per les forces israelianes. La cançó, doncs, va esdevenir un dels símbols de la reunificació de la ciutat i va esdevenir una de les cançons israelianes més populars de tots els temps. Shemer, a més, va afegir-hi una estrofa en què descriu la reunificació. L'any 2005 el compositor israelià Gil Aldema va revelar que, poc abans de morir, Naomi Shemer li havia dit que s'havia inspirat en la cançó tradicional basca Pello Joxepe per compondre la melodia d'una part de la cançó. Paco Ibáñez va declarar posteriorment que Naomi Shemer no tenia per què sentir-se malament per haver fet això. Naomi Shemer havia sentit Paco Ibáñez cantant aquesta cançó popular a la primeria dels anys seixanta.
Es va casar l'any 1969 amb l'advocat Mordekhay Horowitz; el seu fill Ariel Horowitz va néixer l'any 1970. Ariel també és un cantautor popular. En aquest període Naomi Shemer va començar a expressar les seves opinions polítiques que van ser molt criticades per una part de la premsa. Tot i això, va publicar aleshores algunes de les seves cançons més conegudes: "Que sigui" (לו יהי), "Encara no he estimat prou" (עוד לא אהבתי די), "Per tot això" (על כל אלה). L'expressió «No arrenquis la planta» (אל נא תעקור נטוע) d'aquesta cançó va convertir-se en l'eslògan de l'oposició al desmantellament de l'assentament israelià de Yamit a la península del Sinai, com a part dels Acords de pau de Camp David. L'any 1983 fou guardonada amb el Premi d'Israel per la seva contribució a la música israeliana.
L'any 1996 va traduir el poema "O Captain! My Captain!" de Walt Whitman, originalment escrit en honor del president americà Abraham Lincoln, dedicant-lo, en aquest cas, al primer ministre assassinat Yitshaq Rabín, malgrat el seu desacord amb les seves posicions polítiques. L'any 2000 esdevingué membre membre de l'Académia de la llengua hebrea.
Shemer va morir l'any 2004 de càncer. Des de la seva mort ha estat homenatjada de moltes maneres. Escoles, carrers, boscos o institucions a Israel duen el seu nom. Fins i tot els carrers d'un nou barri a la ciutat de Hadera es diuen amb el nom de les seves cançons.